# Opel Arena
Az Opel Arena egy labdarúgó-aréna Mainz városában, Németországban.
2011-ben nyílt meg, építési költése 60 millió euró volt.
A stadion 34 034 fő befogadására alkalmas. Itt játssza hazai meccseit az élvonalbeli 1. FSV Mainz 05, mely a stadion megépülése előtt a Stadion am Bruchweget használta.
2011-től a létetesítmény a Coface Arena nevet viselte, majd 2016 nyarától az Opel lett a névadó szponzora. A 2021-ig élő szerződés értelmében az Opel évi 2,5 millió eurót fizet a névért.